# Annette Laborey
Annette Aschoff-Laborey (ur. 1947) – francuska działaczka społeczna, w latach 70. i 80. XX wieku szefowa fundacji działającej na rzecz intelektualistów z Europy Środkowej i Wschodniej. Od 1991 związana z Open Society Foundations. Odznaczona Orderem Zasługi, odmówiła jego przyjęcia.

## Biogram
Urodzona w Niemczech, studiowała literaturoznawstwo i filologię na kilku niemieckich i francuskich uczelniach, przez krótki czas studiowała także w Uniwersytecie Stanforda.
W 1974 rozpoczęła pracę dla założonej w 1957 francuskiej organizacji Fondation pour une entraide intellectuelle européenne (FEIE; Fundacja na rzecz Wzajemnego Wsparcia Intelektualnego w Europie), dokąd dokooptował ją Konstanty Jeleński. Organizacja była kontynuatorką Kongresu Wolności Kultury, zdyskredytowanego ujawnieniem w 1966 związków finansowych organizacji z CIA. Jeszcze jesienią tego samego roku Laborey została szefową tej instytucji i kierowała nią przez kolejne kilkadziesiąt lat. FEIE zajmowała się m.in. wspieraniem niezależnych intelektualistów z krajów Europy Środkowej i Wschodniej, często w formie jednorazowych stypendiów i nagród, a także wspieraniem praw człowieka.
Laborey udało się uniknąć uwikłania FEIE w politykę amerykańską czy francuską, zapewniła także organizacji finansowanie: początkowo dzięki Ford Foundation, a z czasem dzięki wsparciu George'a Sorosa, który w 1981 za jej pośrednictwem utworzył program stypendialny dla młodych humanistów z Europy Środkowej i Wschodniej, a z biegiem lat stale zwiększał zaangażowanie finansowe w projekty fundacji. Wsparciem okazał się również osobisty przyjaciel Laborey, Patrick Süskind, który przekazał część honorariów ze swojej powieści Pachnidło na cel zakupu dla fundacji biura. Po wprowadzeniu w Polsce stanu wojennego Laborey objęła patronatem FEIE także niektóre polskie organizacje emigracyjne, jak Fundusz Pomocy Niezależnej Literaturze i Nauce Polskiej w Paryżu.
Ostatecznie w 1991 FEIE weszła w skład finansowanej przez Sorosa sieci Open Society Network, która po kolejnych przekształceniach stała się w 2010 Open Society Foundations. Do 2012 Laborey pełniła funkcję wiceprezesa tej organizacji i szefowej jej paryskiego oddziału, w kolejnych latach pozostała aktywna jako członkini rady tej instytucji.
W kwietniu 2017 odmówiła przyjęcia Krzyżu Kawalerskiego Orderu Zasługi Rzeczypospolitej Polskiej z rąk prezydenta Andrzeja Dudy, tłumacząc to niezgodą na rządy Prawa i Sprawiedliwości w Polsce, a także brak faktycznego rozdziału kościoła od państwa, ustawodawstwo antyaborcyjne, działania ONR i Młodzieży Wszechpolskiej oraz odmowę przyjęcia przez Polskę uchodźców uciekających przed wojną domową w Syrii. Swoją decyzję przesłała na ręce Dariusza Wiśniewskiego, chargé d’affaires Ambasady RP w Paryżu, a także Adama Michnika, który doprowadził do opublikowania jej listu na łamach „Gazety Wyborczej”.